# Eusebio Castigliano
Eusebio Castigliano (ur. 9 lutego 1921 w Vercelli, zm. 4 maja 1949) – włoski piłkarz, występujący na pozycji pomocnika.
Z zespołem AC Torino czterokrotnie zdobył mistrzostwo Włoch (1946, 1947, 1948, 1949). W latach 1945–1949 rozegrał 7 meczów w reprezentacji Włoch i strzelił dla niej 1 gola.
Zginął w katastrofie lotniczej na wzgórzu Superga.